# خاندان هونجو
خاندان هونجو (به ژاپنی: 本庄氏 ほんじょうし)، یکی از خاندان‌های سامورایی در ژاپن بود. خاندانی از دوره هی‌آن تا دوره کاماکورا، بخشی از هفت حزب موساشی  بود که بر ولایت موساشی حکومت می‌کردند.